# 吉村石

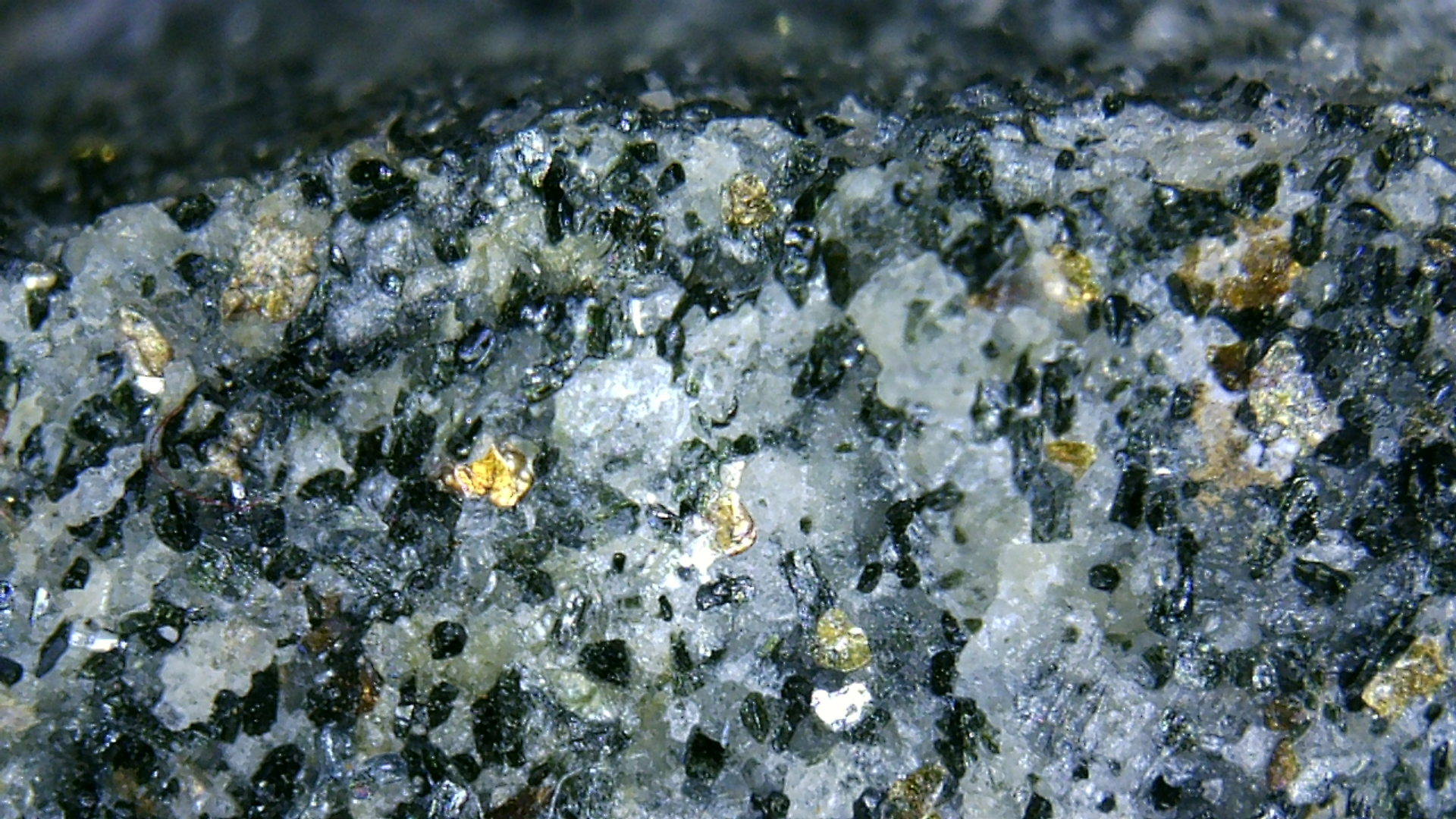
吉村石(褐色部) 田口鉱山産

吉村石（よしむらせき、 Yoshimuraite）は、1961年に発表された日本産新鉱物で、東京大学の鉱床学者渡辺武男などにより、岩手県の野田玉川マンガン鉱山から記載された。化学組成は、Ba2Mn2Ti(Si2O7)(PO4)O(OH)で、三斜晶系。九州大学の鉱物学者、吉村豊文のマンガン鉱床研究の業績をたたえて命名された。